# Peyton Stearns
Peyton Kckenzie Stearns (født 8. oktober 2001 i Cincinnati, Ohio, USA) er en kvindelig professionel tennisspiller fra USA.